# 方舒
方舒（1957年9月8日—），1980年代中国大陆知名女演员、主持人。童星出身，7岁时便出演了电影《烈火中永生》中小萝卜头一角。1976年中学毕业后借调倒北京电影制片厂工作，1978年考入北京电影学院。其后出演了多部影视剧，屡受好评，1984年荣获《中国青年报》评选的最受青年喜爱的十大影星称号。1985年凭借《日出》中饰陈白露一角，获第九届大众电影百花奖最佳女主角奖。此外她还与赵忠祥、王刚、姜昆一起主持过1986年中央电视台春节联欢晚会。现为中国电影家协会会员、中国电影表演艺术学会理事、中日散文学会会员、北京文化交流中心理事。
1994年，方舒与导演陈国星离异。同年10月与比自己小10岁的歌星屠洪刚结婚，当时被视为中国演艺界最有名的一对“姐弟恋”。然而2002年6月二人协议离婚，女儿由方舒抚养。

## 电影
| 上映年份 | 片名           | 角色     | 备注 |
| -------- | -------------- | -------- | ---- |
| 1964年   | 烈火中永生     | 小萝卜头 |      |
| 1977年   | 风雨里程       | 边金秀   |      |
| 1979年   | 瞧这一家子     | 小红     |      |
| 1980年   | 年轻的朋友     | 赵真真   |      |
| 1981年   | 勿忘我         | 雯雯     |      |
| 1982年   | 赤橙黄绿青蓝紫 | 解静     |      |
| 1983年   | 悠悠故人情     | 郭曼君   |      |
| 1984年   | 花园街五号     | 吕莎     |      |
| 1984年   | 清水湾，淡水湾 | 家庭教师 |      |
| 1985年   | 日出           | 陈白露   |      |
| 1986年   | 两宫皇太后     | 慈禧     |      |
| 1989年   | 山魂霹雳       | 谢韵     |      |
| 1989年   | 女贼           | 黄毛     |      |
| 1990年   | 警门虎子       | 灰鸽子   |      |
| 1992年   | 三个女人一个梦 | 林白     |      |
| 2003年   | 时传祥         | 时解放   |      |